# عبد الباري الثبيتي
عبد الباري بن عواض بن علي الثبيتي كان إماما للحرم المكي ثم أصبح إماما وخطيبا للحرم النبوي،  ولد في مكة المكرمة عام 1380هـ الموافق 1960م. 

## نشأته
- نشأ في مكة وتلقى تعليمه الأولي والثانوي في مدارسها، ثم تابع دراسته الجامعية والعليا .
- حصل على بكالوريوس علوم من جامعة الملك عبد العزيز بجدة عام 1405هـ وعلى دبلوم عالٍ في الشريعة بتقدير ممتاز من جامعة أم القرى بمكة المكرمة عام 1409هـ .[5] [6]
- ثم على ماجستير من كلية الشريعة بنفس الجامعة بتقدير ممتاز عام 1415هـ، عمل مدرساً لتحفيظ القرآن بمكة المكرمة في الفترة المسائية وهو في سن مبكرة وهو لم يتجاوز التاسعة من عمره.
- وأشرف على بعض حلقات تحفيظ القرآن الكريم بمدينة جدة.
- ابتعث عام 1397هـ من قبل جماعة تحفيظ القرآن الكريم بمكة المكرمة لإمامة المسلمين في صلاة التراويح لشهر رمضان في أحد المراكز الإسلامية ببريطانيا، وحصل على المركز الأول في المسابقة الدولية لتحفيظ القرآن وتلاوته وتجويده في عامها الأول التي أقيمت بمكة المكرمة عام 1399هـ .

## إمامته
- شارك في إمامة المصلين في المسجد الحرام لمدة أربع سنوات متتاليات من سنة 1410هـ ,1411هـ ,1412هـ , 1413هـ، وذلك في شهر رمضان المبارك في صلاتي التراويح والتهجد.
- عيّن إماماً وخطيباً بالمسجد النبوي الشريف سنة 1414هـ الموافق 1994م.
- ومن عام 1415هـ بدأ في التراويح والقيام صلوات السرية والجهرية إلى عام 1428هـ
- كانت أول صلاة التراويح يؤم المصلين في المسجد النبوي الشريف كانت عام 1415 هـ الموافق 1994هـ
- آخر صلاة التراويح له 1425هـ الموافق 2004 م
- وفي عام 1426هـ , 1427هـ , 1428هـ شارك صلوات المفروضة والتهجد فقط
- وآخر صلاة التهجد صلاها 1428 هـ
- ثم أصابه مرض فترة طويلة، وكان آخر صلاة جهرية صلاها الشيخ بالمسجد النبوي 1429 هـ، ثم لم يصل بعدها جهرية، وسبب منعه للصلاة الجهرية بسبب مرض الذي أصابه
- ومن عام 1429هـ في شهر صفر توقف الشيخ عن الإمامة والخطابة في المسجد النبوي إثر مرض في الحبال الصوتية
- ورجع في عام 1431هـ في شهر ربيع الأول ولكن في صلاة العصر فقط واستمر شهرا وتوقف.
- عاد للإمامة في الصلوات الجهرية بعد انقطاع دام 4 سنوات وكانت أول صلاة جهرية له أمّ فيها المصلين لصلاة الفجر بمسجد النبوي الشريف كان ذلك في يوم 10 ذو القعدة 1433هـ
- خطب في الناس يوم الجمعة الموافق 1436/12/26 في المسجد النبوي الشريف .
- سجل القرآن الكريم كاملاً في إذاعة المملكة العربية السعودية سنة 1399هـ الموافق 1978م